# Вадим
Вади́м — славянское мужское личное имя.
Большинство специалистов считает это имя именем древнерусского происхождения от др.-рус. Вадимъ. Имя производят от древнерусского вадити «обвинять», «клеветать», «сеять смуту» (ср. ва́дить «спорить; приручать», словен. váditi «приучать»), либо вслед за Соболевским как сокращение славянского имени Вадимиръ.
В. А. Никонов сопоставлял с именем святого Вадима Персидского (др.-греч. Βάδιμος), мученика IV века, и считал принесённым на Русь вместе с христианством из Византии. В свою очередь Ж. Лазар производит имя Вадима Персидского из среднеперсидского vadam миндаль. В сирийских текстах придали ему форму Badam, которое было искажением от Badan со значением «принадлежащий Баду (духу ветра)». Г. В. Поляков предполагает, что переход от Badan к Badam произошел по причине придания имени христианского значения.
Именины Вадима празднуются 22 апреля (9 апреля по старому стилю).